# Antoine Batisse
Antoine Batisse (Versailles, 13 gennaio 1995) è un calciatore francese, centrocampista dell'IMT Belgrado.

## Carriera
Nato a Versailles ma cresciuto nell'ovest della Francia, entra a far parte del settore giovanile del Niort nel 2009 dopo aver militato per quattro anni nel La Rochelle. Promosso in prima squadra nel 2014, fa il suo esordio fra i professionisti il 26 settembre in occasione dell'incontro di Ligue 2 vinto 2-1 contro l'Angers. Il 27 maggio seguente firma il suo primo contratto professionistico con il club biancoblu.
Alternato fra prima e seconda squadra negli anni a venire, il 31 agosto 2016 viene prestato al Boulogne fino al termine della stagione; poco impiegato dal club rossonero, a gennaio fa rientro al Niort dove viene impiegato solamente in due incontri di campionato.
Trascorre con i Chamois anche la stagione 2017-2018 dove trova maggior continuità con 18 incontri fra campionato e coppe; il 28 giugno 2018 viene acquistato a titolo definitivo dal Pau, militante in Championnat National. fin da subito titolare al centro della difesa, nella seconda stagione con il club gialloblu centra la promozione in Ligue 2 vincendo il campionato, terminato anzitempo per via della pandemia di COVID-19.
Il 15 giugno 2020 rinnova il proprio contratto e viene nominato nuovo capitano della squadra succedendo a Paul Maisonneuve.

## Statistiche

### Presenze e reti nei club
Statistiche aggiornate al 21 dicembre 2021.
| Stagione        | Squadra         | Campionato      | Campionato | Campionato | Coppe nazionali | Coppe nazionali | Coppe nazionali | Coppe continentali | Coppe continentali | Coppe continentali | Altre coppe | Altre coppe | Altre coppe | Totale | Totale |
| Stagione        | Squadra         | Comp            | Pres       | Reti       | Comp            | Pres            | Reti            | Comp               | Pres               | Reti               | Comp        | Pres        | Reti        | Pres   | Reti   |
| --------------- | --------------- | --------------- | ---------- | ---------- | --------------- | --------------- | --------------- | ------------------ | ------------------ | ------------------ | ----------- | ----------- | ----------- | ------ | ------ |
| 2015-2016       | Niort 2         | CFA2            | 7          | 0          |                 | -               | -               |                    | -                  | -                  |             | -           | -           | 7      | 0      |
| ago. 2016       | Niort 2         | CFA2            | 2          | 0          |                 | -               | -               |                    | -                  | -                  |             | -           | -           | 2      | 0      |
| 2014-2015       | Niort           | L2              | 7          | 0          | CF+CdL          | 2+0             | 0               |                    | -                  | -                  |             | -           | -           | 9      | 0      |
| 2015-2016       | Niort           | L2              | 12         | 0          | CF+CdL          | 2+0             | 0               |                    | -                  | -                  |             | -           | -           | 14     | 0      |
| ago. 2016       | Niort           | L2              | 0          | 0          | CF+CdL          | 0+1             | 0               |                    | -                  | -                  |             | -           | -           | 1      | 0      |
| 2016-gen. 2017  | Boulogne 2      | CFA2            | 5          | 0          |                 | -               | -               |                    | -                  | -                  |             | -           | -           | 5      | 0      |
| 2016-gen. 2017  | Boulogne        | N               | 5          | 0          | CF+CdL          | 0               | 0               |                    | -                  | -                  |             | -           | -           | 5      | 0      |
| gen.-giu. 2017  | Niort 2         | CFA2            | 6          | 1          |                 | -               | -               |                    | -                  | -                  |             | -           | -           | 6      | 1      |
| 2017-2018       | Niort 2         | N3              | 4          | 0          |                 | -               | -               |                    | -                  | -                  |             | -           | -           | 4      | 0      |
| Totale Niort 2  | Totale Niort 2  | Totale Niort 2  | 19         | 1          |                 | -               | -               |                    | -                  | -                  |             | -           | -           | 19     | 1      |
| gen.-giu. 2017  | Niort           | L2              | 2          | 0          | CF+CdL          | 0               | 0               |                    | -                  | -                  |             | -           | -           | 2      | 0      |
| 2017-2018       | Niort           | L2              | 15         | 0          | CF+CdL          | 3+0             | 0               |                    | -                  | -                  |             | -           | -           | 18     | 0      |
| Totale Niort    | Totale Niort    | Totale Niort    | 36         | 0          |                 | 8               | 0               |                    | -                  | -                  |             | -           | -           | 44     | 0      |
| 2018-2019       | Pau             | N               | 34         | 1          | CF              | 1               | 0               |                    | -                  | -                  |             | -           | -           | 35     | 1      |
| 2019-2020       | Pau             | N               | 20         | 2          | CF              | 1               | 0               |                    | -                  | -                  |             | -           | -           | 21     | 2      |
| 2020-2021       | Pau             | L2              | 35         | 3          | CF              | 1               | 0               |                    | -                  | -                  |             | -           | -           | 36     | 3      |
| 2021-2022       | Pau             | L2              | 16         | 0          | CF              | 0               | 0               |                    | -                  | -                  |             | -           | -           | 16     | 0      |
| Totale Pau      | Totale Pau      | Totale Pau      | 105        | 6          |                 | 3               | 0               |                    | -                  | -                  |             | -           | -           | 108    | 6      |
| Totale carriera | Totale carriera | Totale carriera | 170        | 7          |                 | 11              | 0               |                    | -                  | -                  |             | -           | -           | 181    | 7      |

## Palmarès

### Club

#### Competizioni nazionali
- Championnat National: 1

Pau: 2019-2020